# Margarita Méklina
Margarita Maràtovna Méklina, rus: Маргари́та Мара́товна Ме́клина— (Leningrad, URSS, 15 de juliol de 1975) és una contista i novel·lista que resideix entre Europa i els Estats Units. Autora de sis llibres i guanyadora de premis literaris a Rússia, ha publicat àmpliament en anglès i va ser nominada al premi Pushcart per The Conium Review.
Meklina es va matricular a la Facultat de Filologia de la Universitat Pedagògica Russa (Sant Petersburg) i en migrar als Estats Units el 1994 es va instal·lar a Califòrnia.
Les seves novel·les de la dècada de 1990 sovint es van construir al voltant de temes de sexualitat marginada, combinats amb elements postmodernistes i de la nova sinceritat, i van crear un nou lèxic rus del gènere. Algunes de les seves obres han estat traduïdes a l'anglès, l'italià, el castellà i el japonès. El seu recull de contes The Battle at St. Petersburg (Moscou, 2003) va rebre el premi Andrei Beli, fet que la va convertir en l'autora més jove en rebre el guardó. El volum de ficció de temàtica queer Love Has Four Hands (Moscou, 2008) i el volum My Criminal Connection to Art van rebre el Premi Rus el 2009. La col·laboració amb l'escriptor Arkadi Dragomósxenko va donar lloc a una col·lecció sobre el seu intercanvi epistolar, que es va publicar com a POP3.
Gran part de la ficció en anglès de Méklina explora diversos temes al voltant de la memòria, la col·laboració creativa i l'experiència bifurcada dels desplaçats i reinventats culturalment. La seva novel·la per a joves adults, The Little Gaucho Who Loved Don Quixote, va ser semifinalista per al premi Amazon de Novel·la Innovadora de 2013.